# سلتشوبدن
شهر سلتشوبدن (به سوئدی: Saltsjöbaden) در ناحیه شهری نکه در کشور سوئد واقع شده‌است. جمعیت این شهر ۱۶۵۷٫۱۵  نفر است.

## نگارخانه

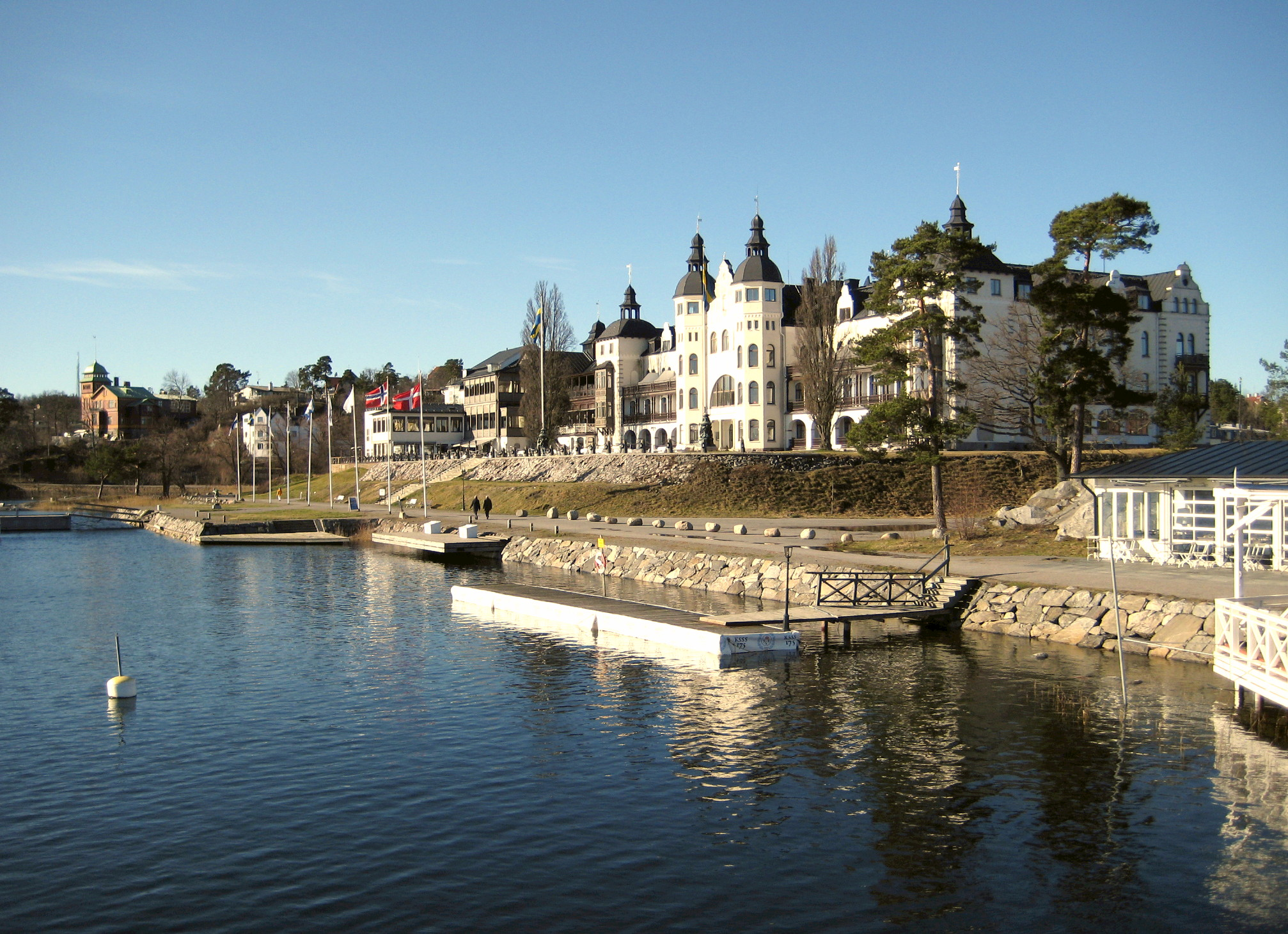
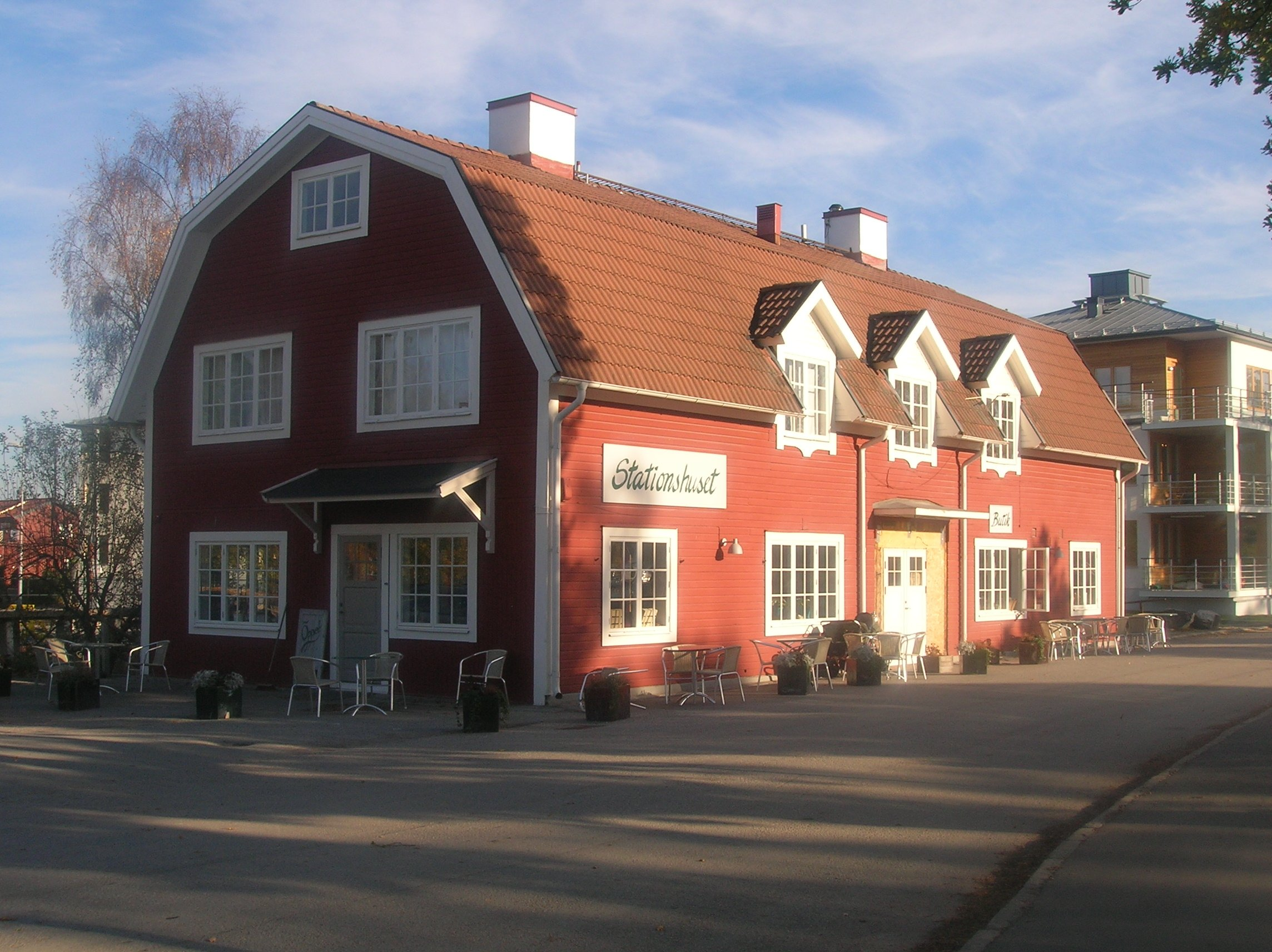